# 경상남도농업기술원
경상남도농업기술원(慶尙南道農業技術院)은 경상남도의 농업발전과 농촌진흥사업을 추진하기 위하여 경상남도청 산하에 설치된 직속기관이다.
농업기술원장은 나급 상당의 일반직 고위공무원으로 보한다.

## 연혁
- 1908년 3월: 경상남도진주종묘장 설치
- 1910년 10월: 경상남도종묘장으로 변경
- 1932년 10월: 경상남조농업시험장으로 변경
- 1945년 8월: 중앙농업시험장 대구지장 진주분장으로 변경
- 1947년 4월: 경상남도지방농사교도국으로 변경
- 1949년 12월: 경상남도농업기술원으로 변경

## 조직
원장
- 총무과
- 연구개발국
- 기술지원국

### 산하 기관
- 양파연구소
- 단감연구소
- 화훼연구소
- 사과이용연구소
- 약용자원연구소
- 유용곤충연구소